# Área de Proteção Ambiental das Dunas de Paracuru

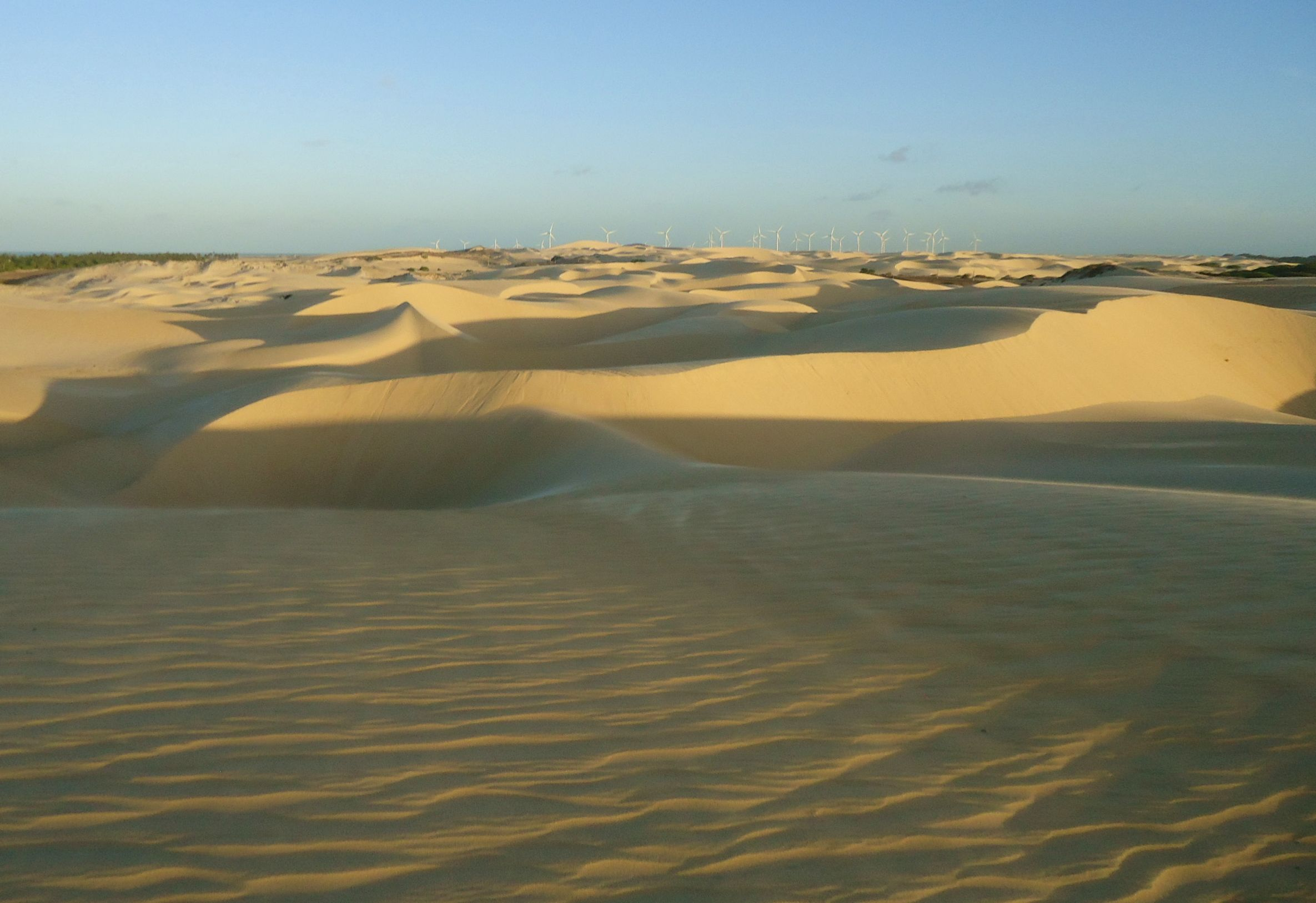
Campo de Dunas da APA

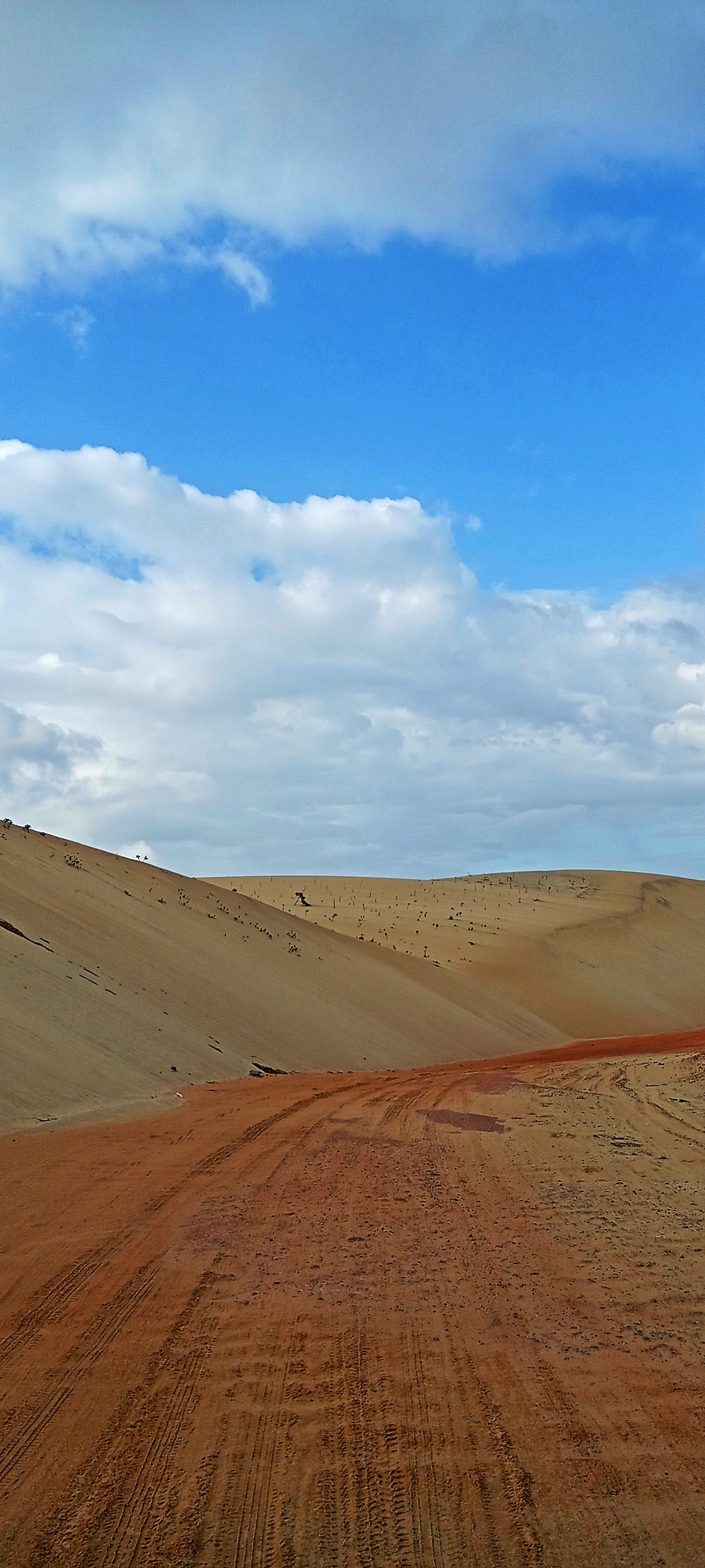
Morros de areia próximo aos Lençóis Paracuruenses

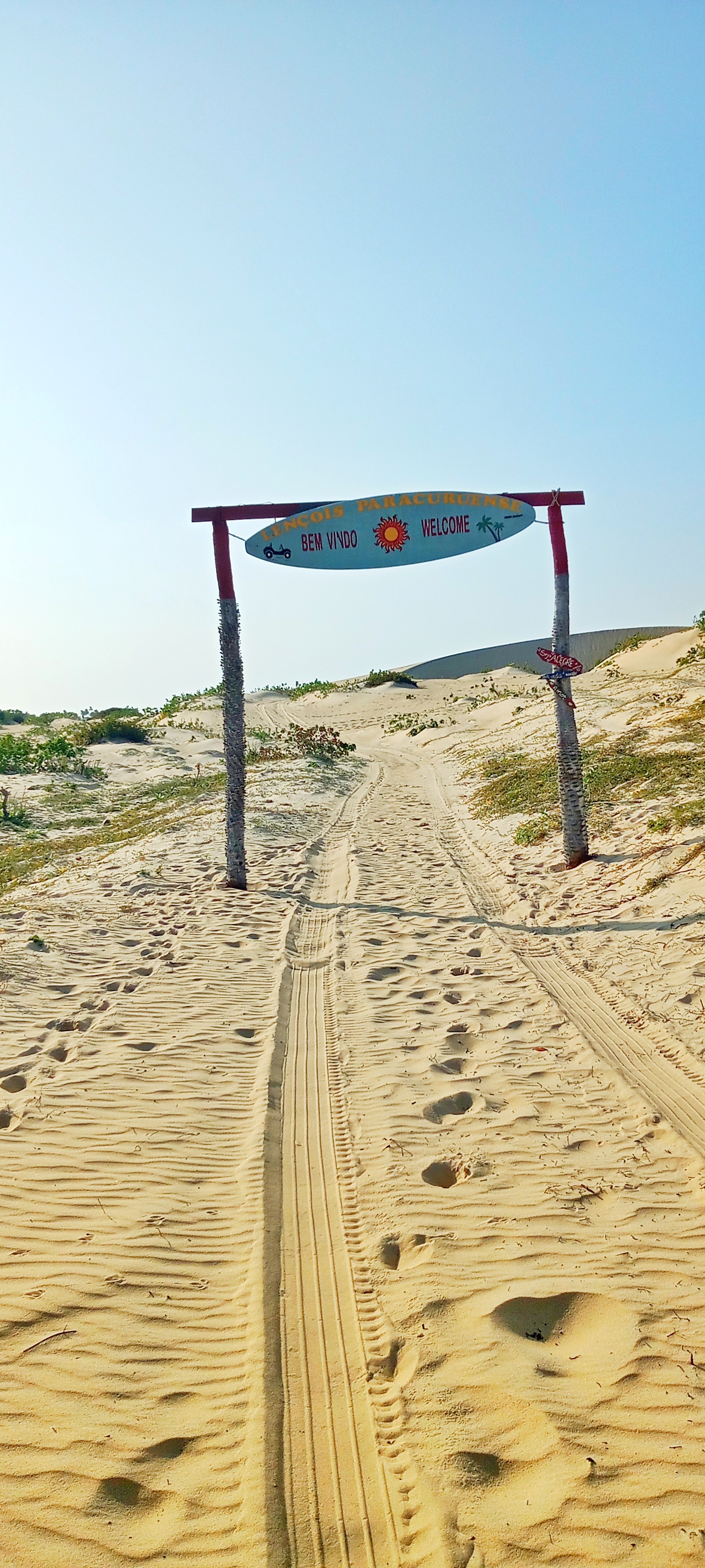
Lençóis Paracuruenses

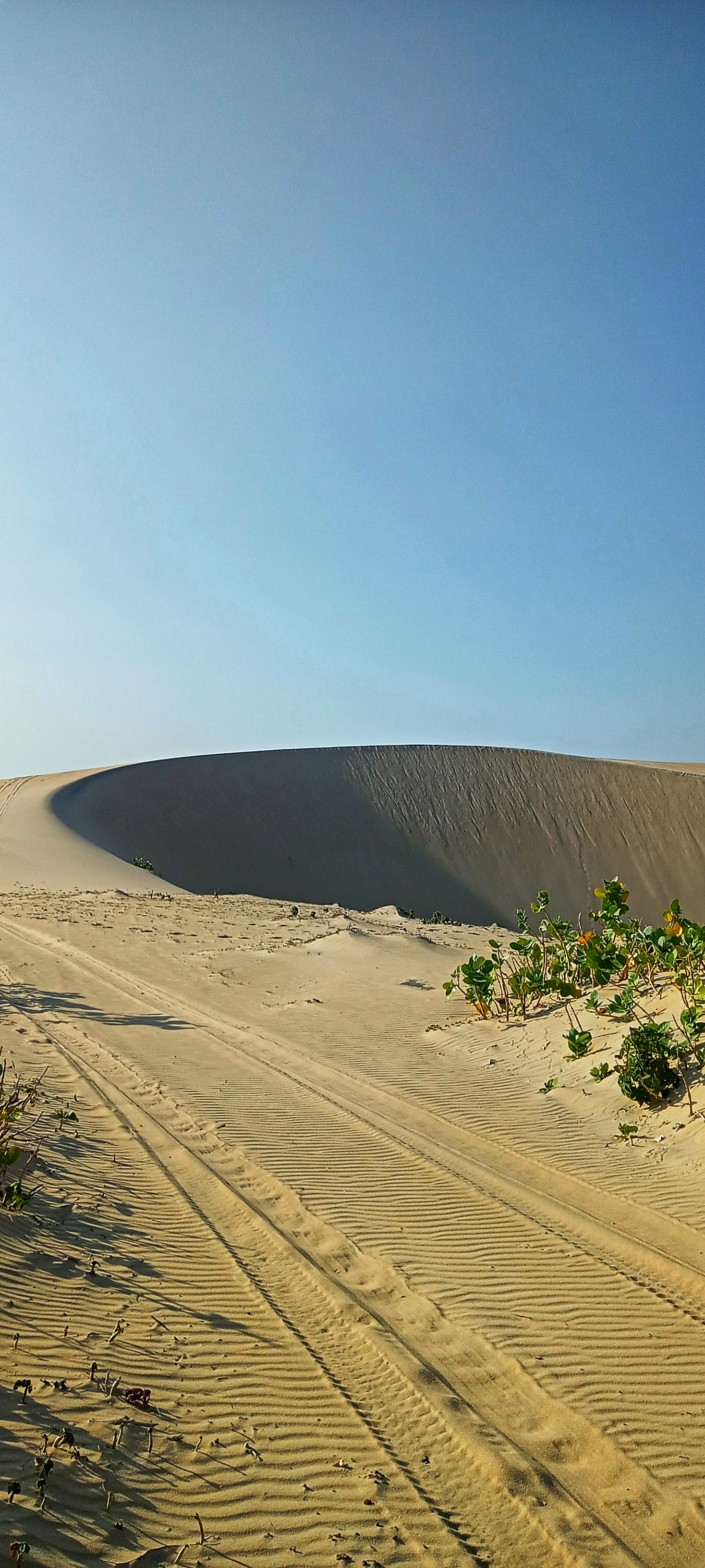
Morros dos Lençóis

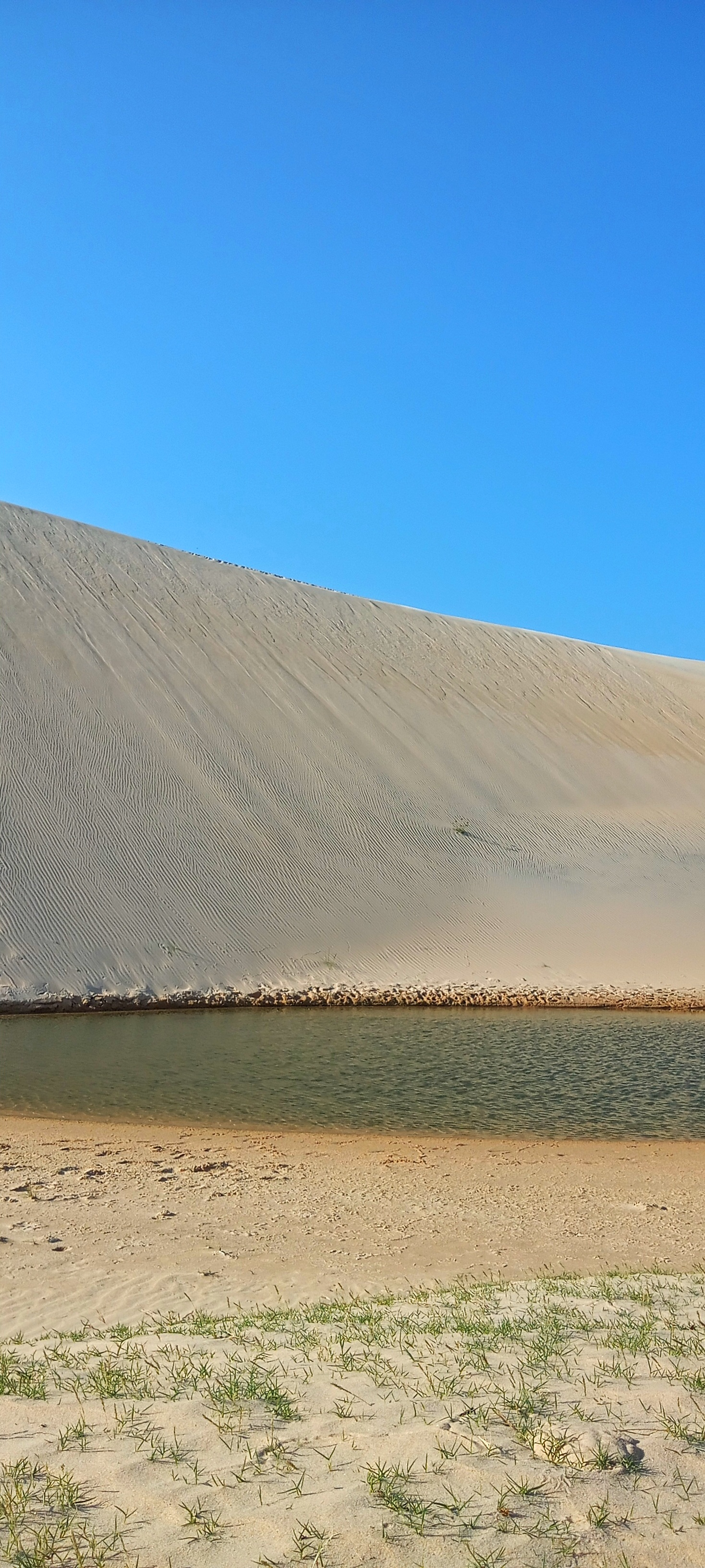
Lago dos Lençóis

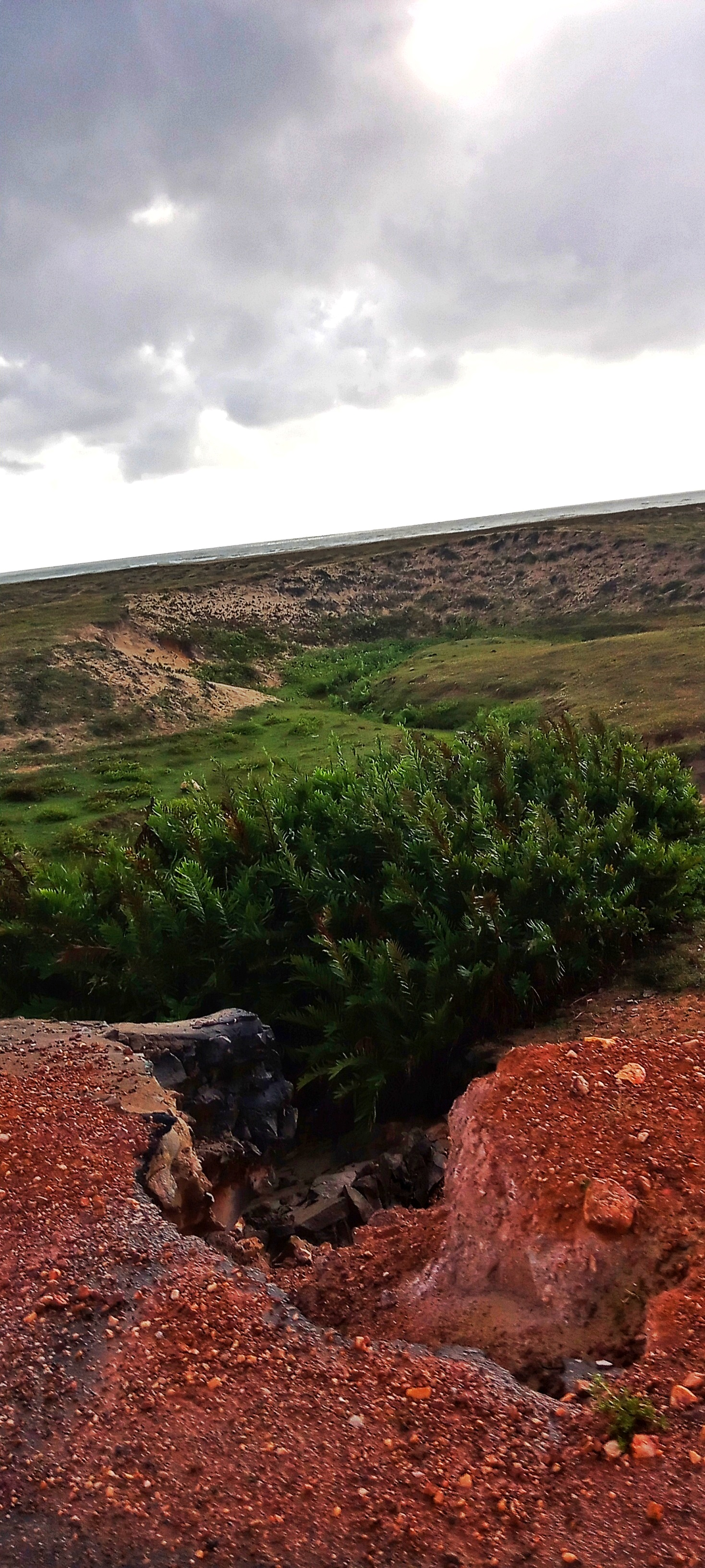

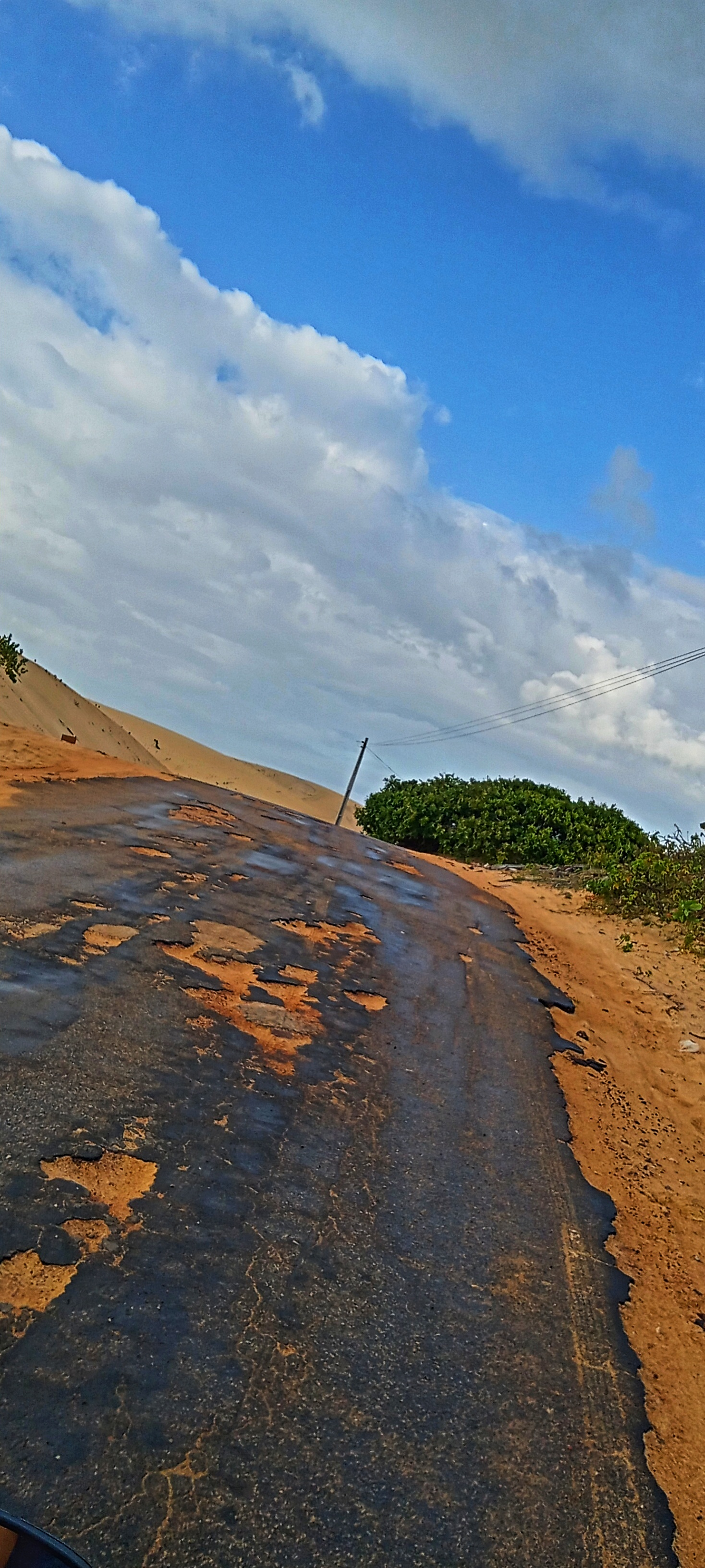
Estrada próximo aos Lençóis Paracuruenses

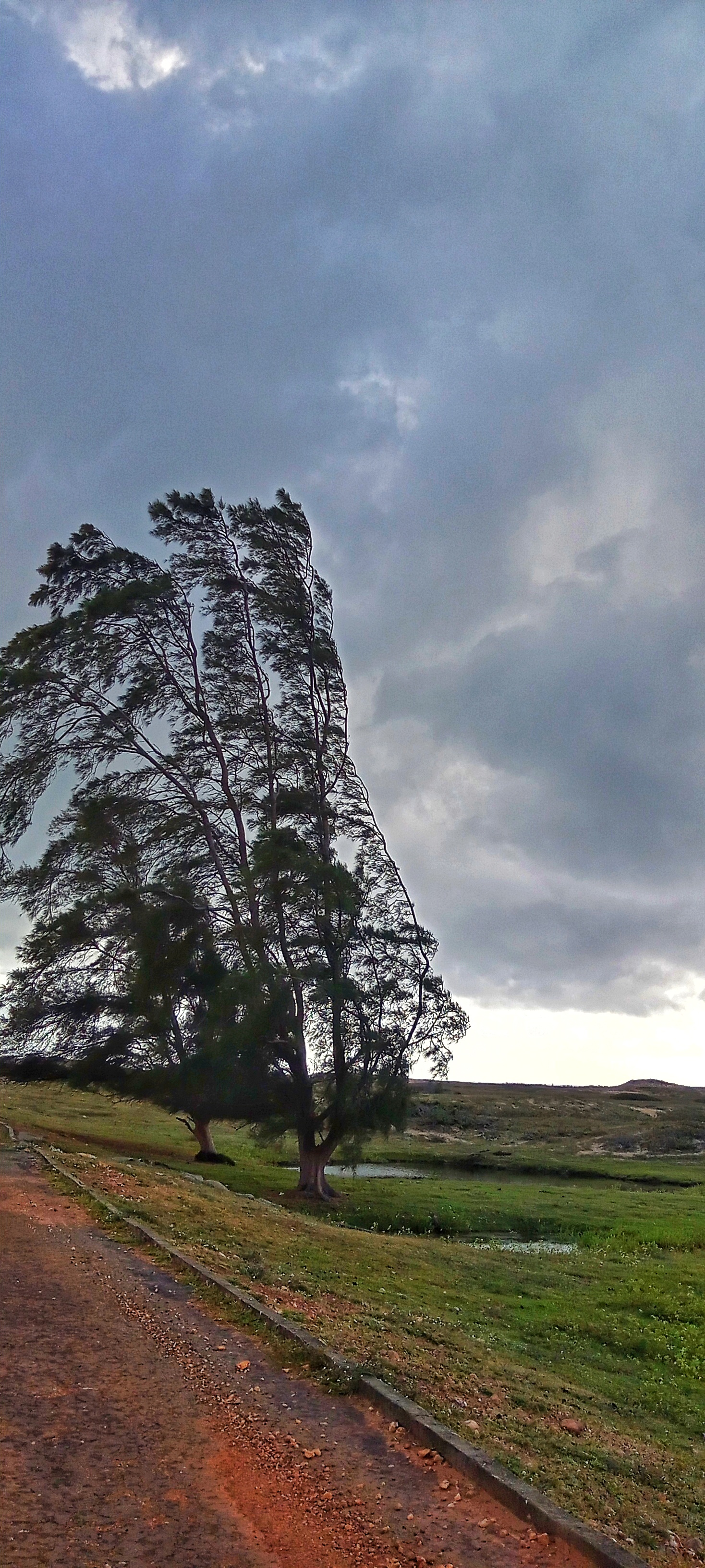

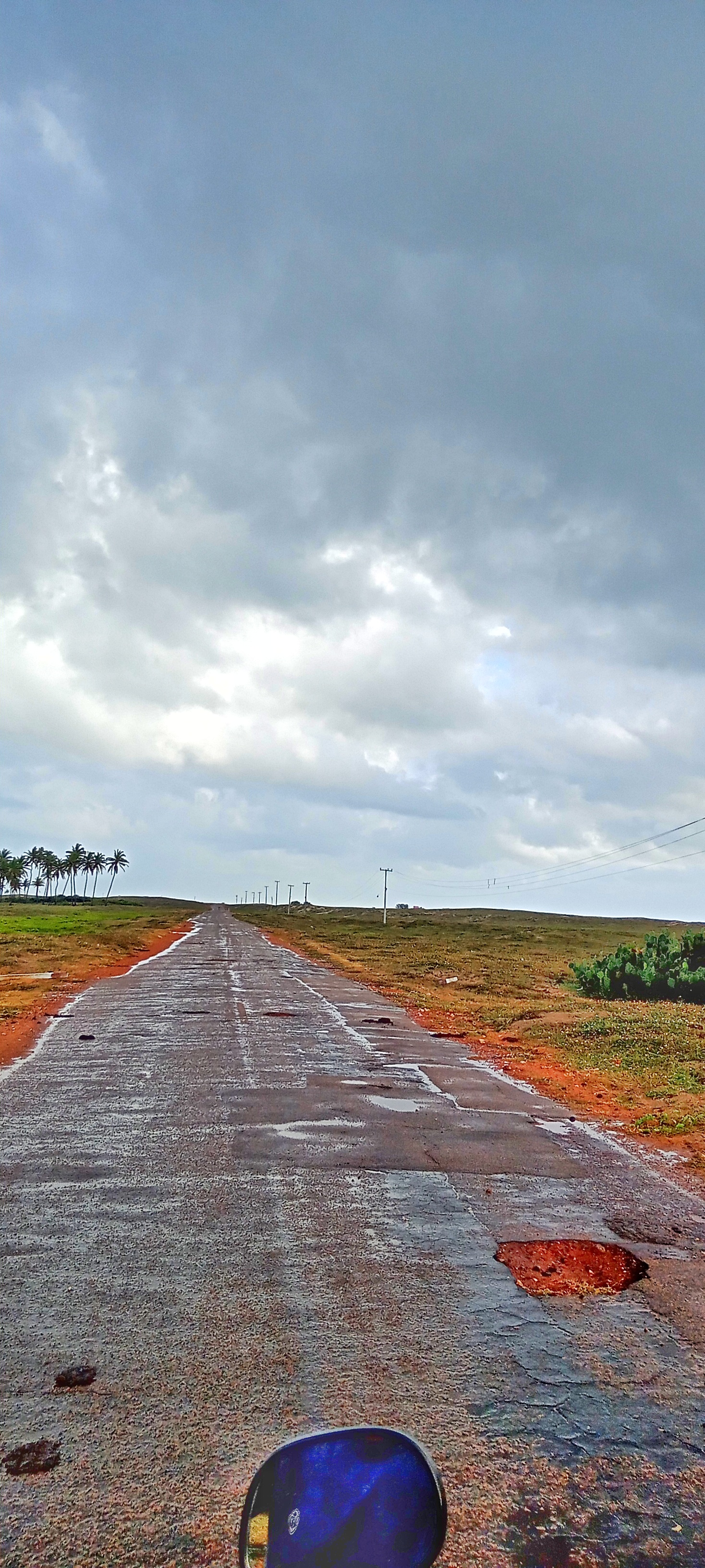

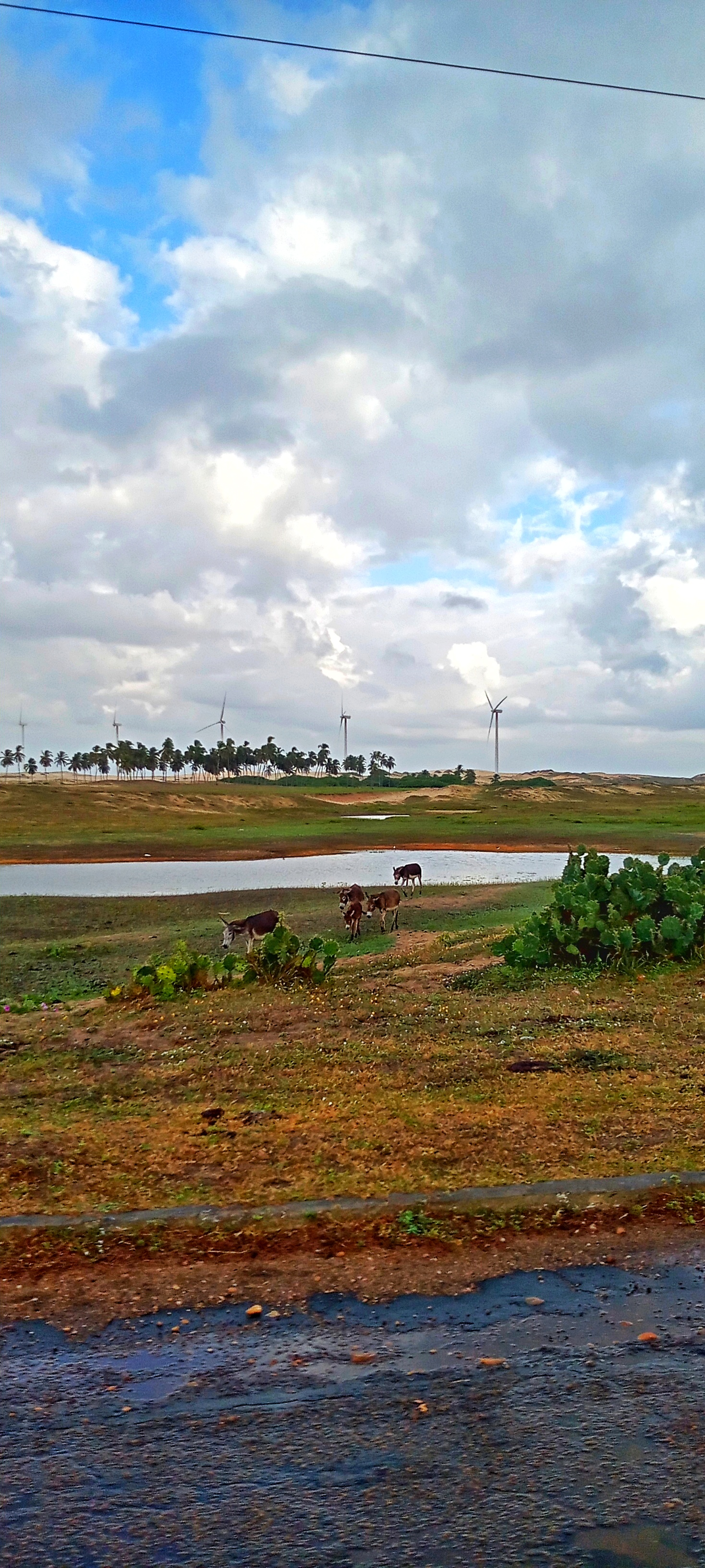

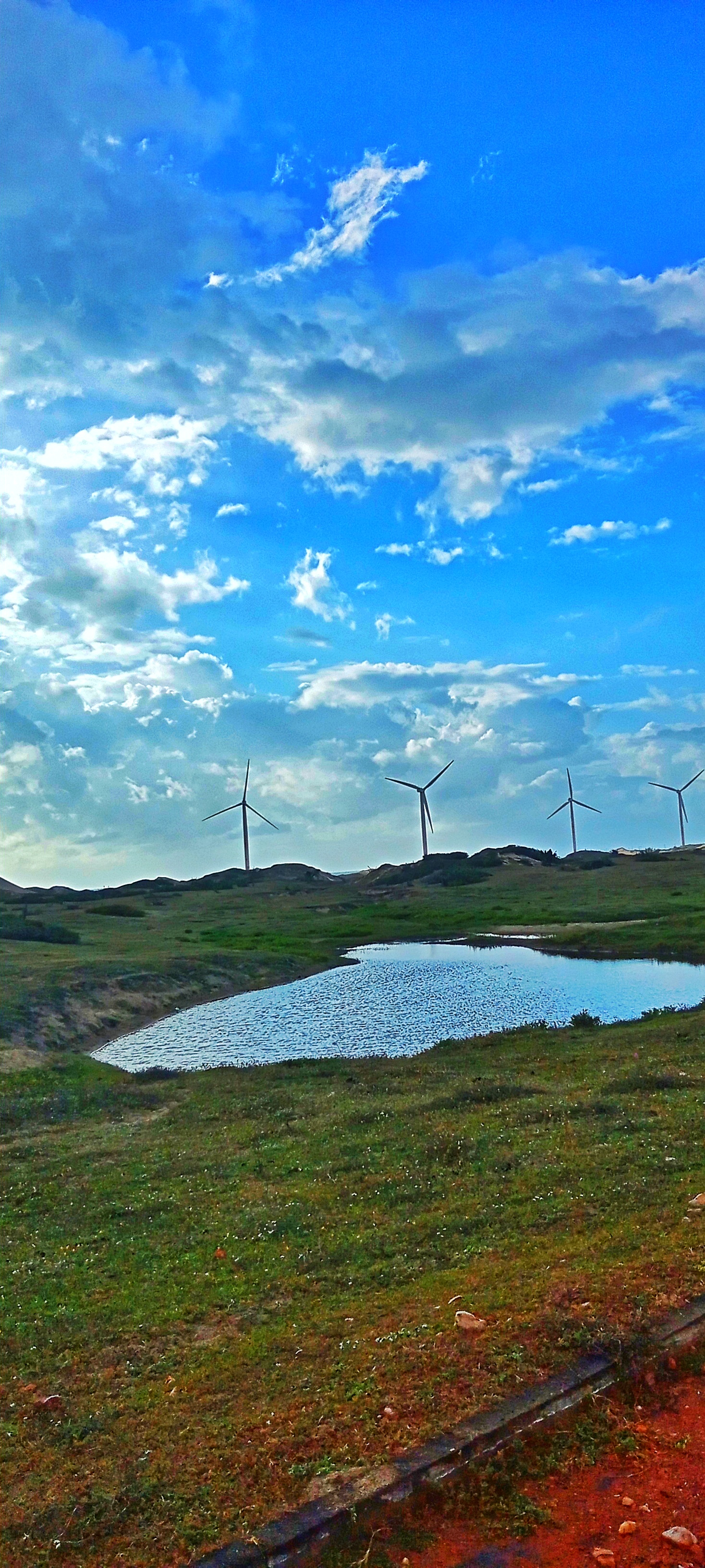
Lago

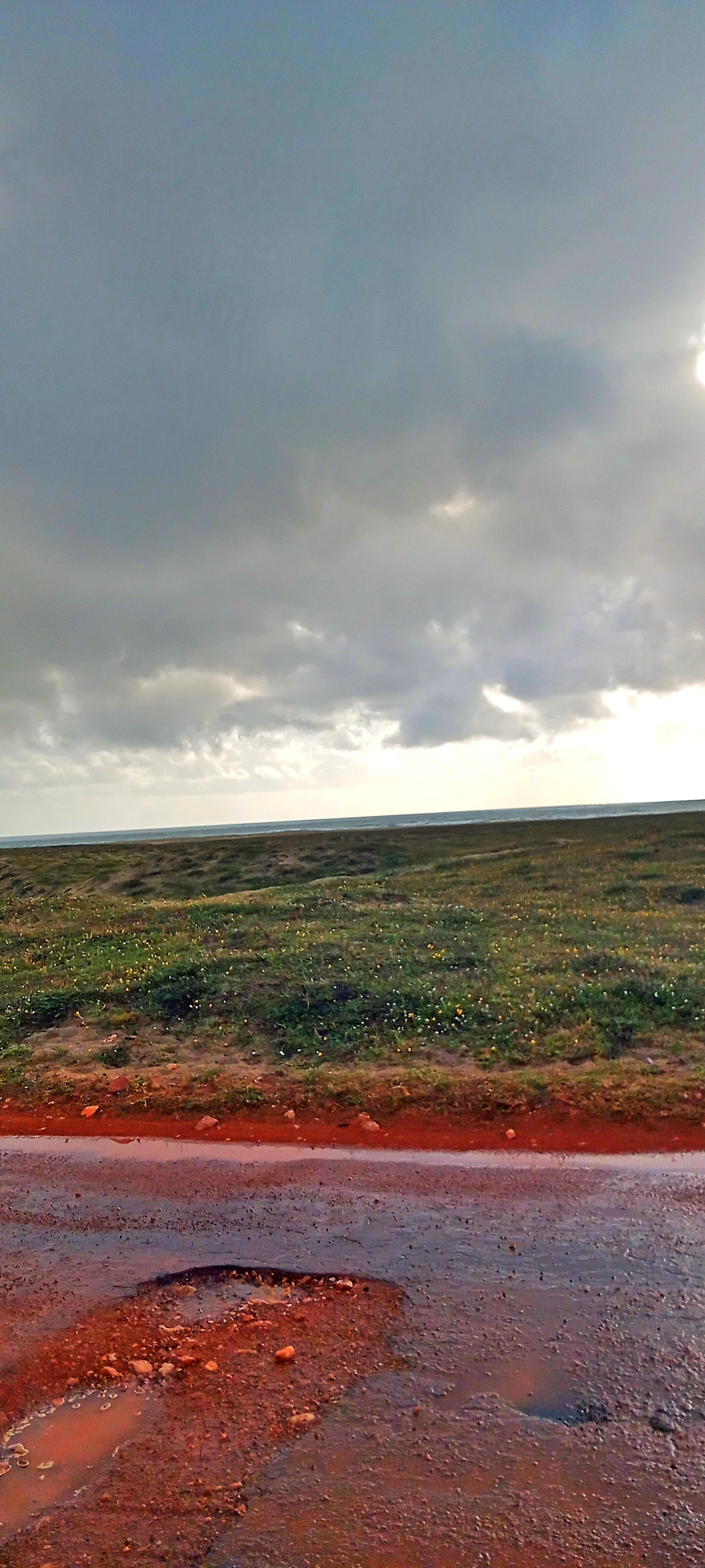

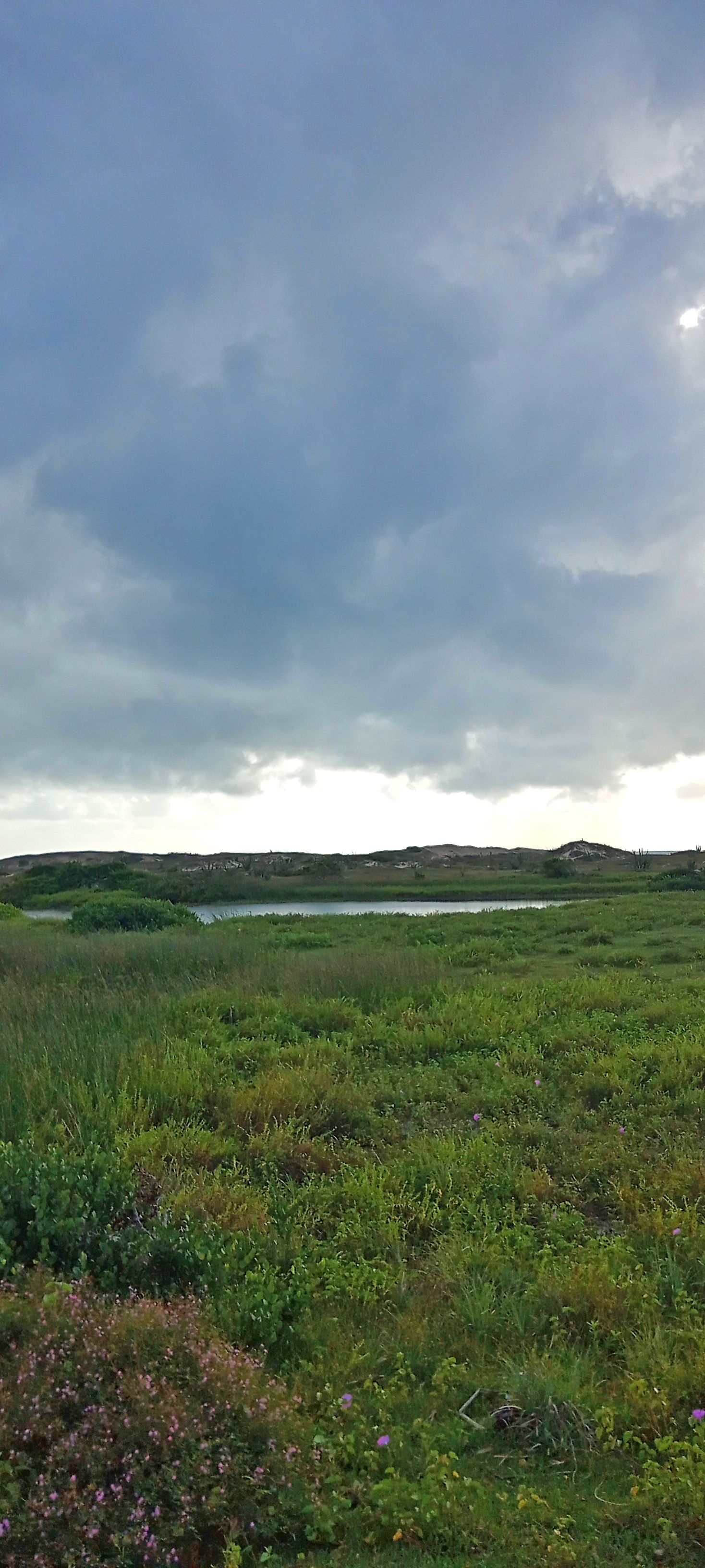

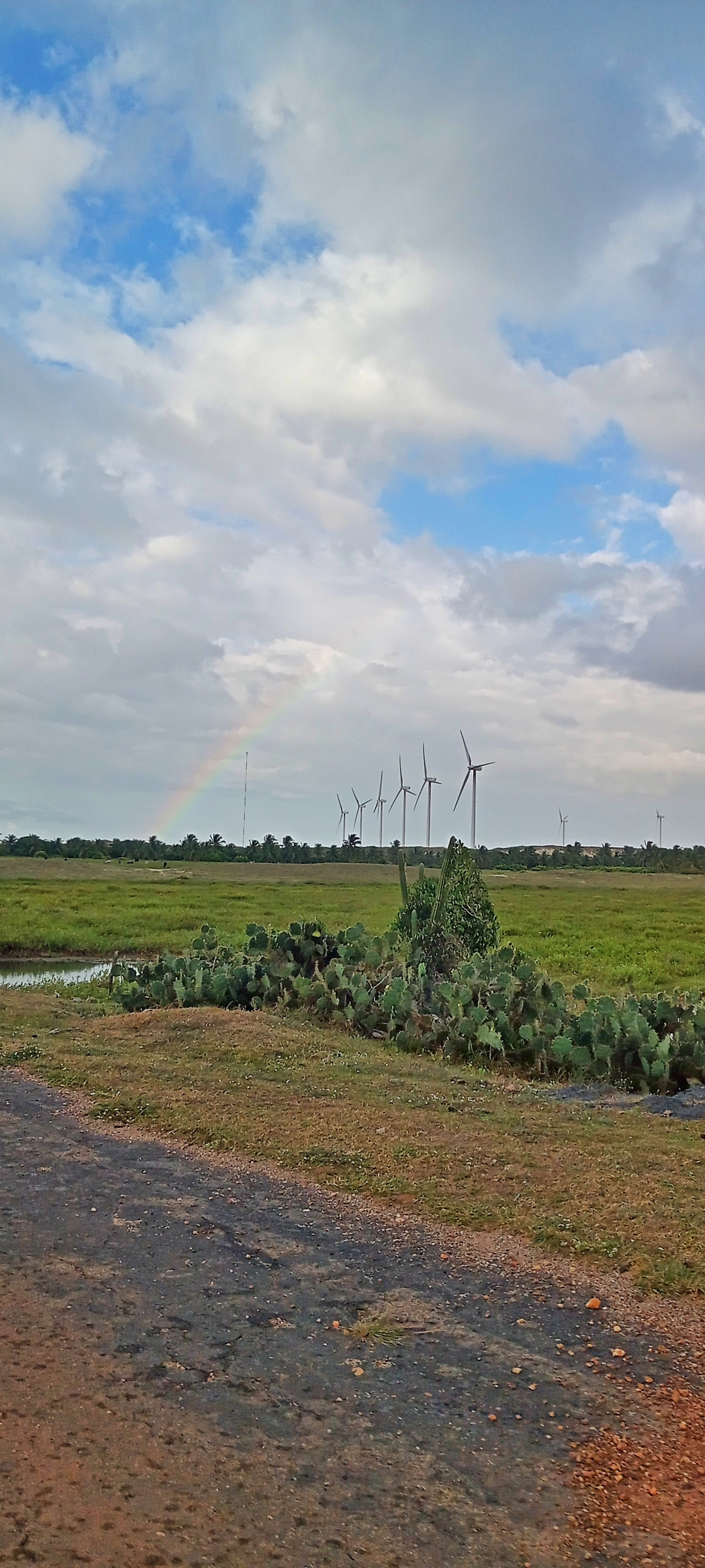
Arco-íris presente no céu

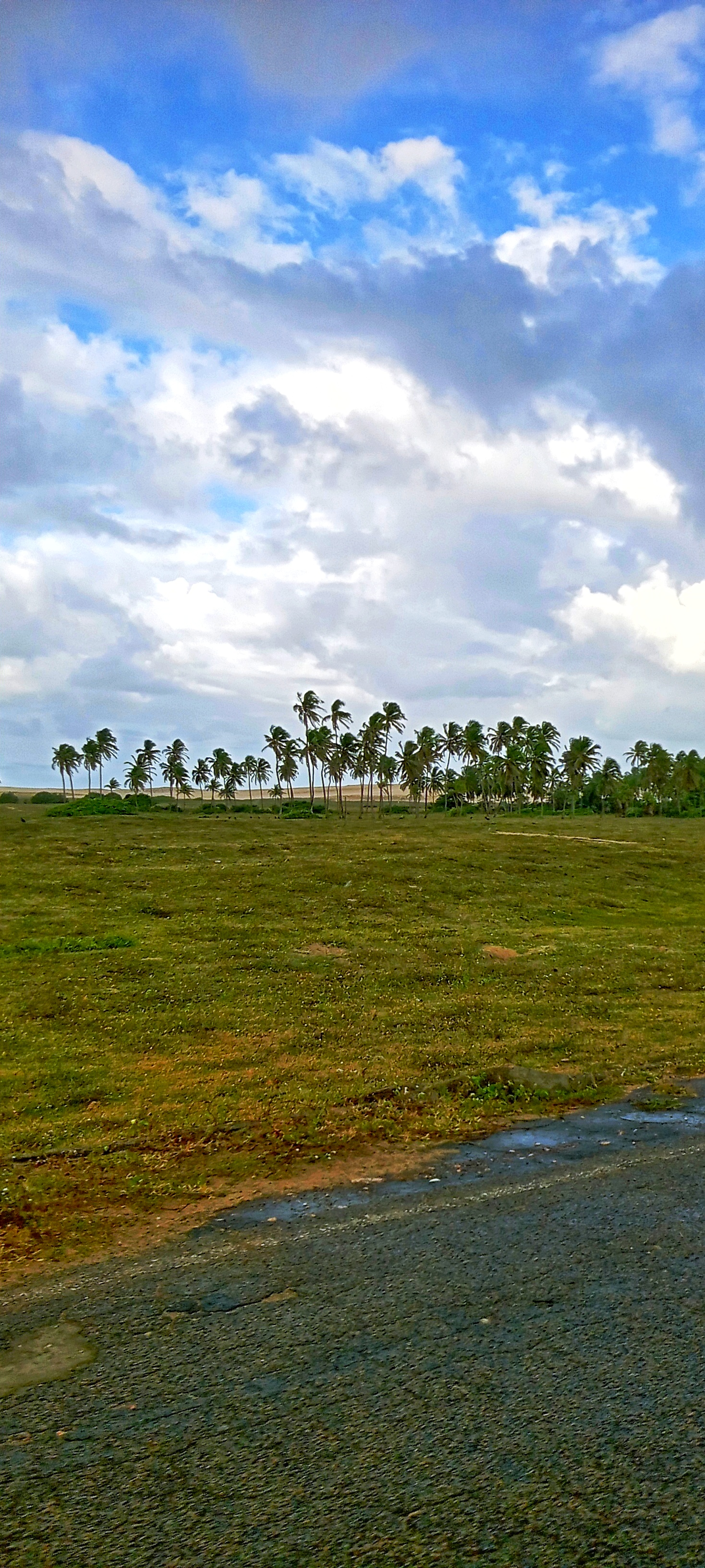
Coqueirais

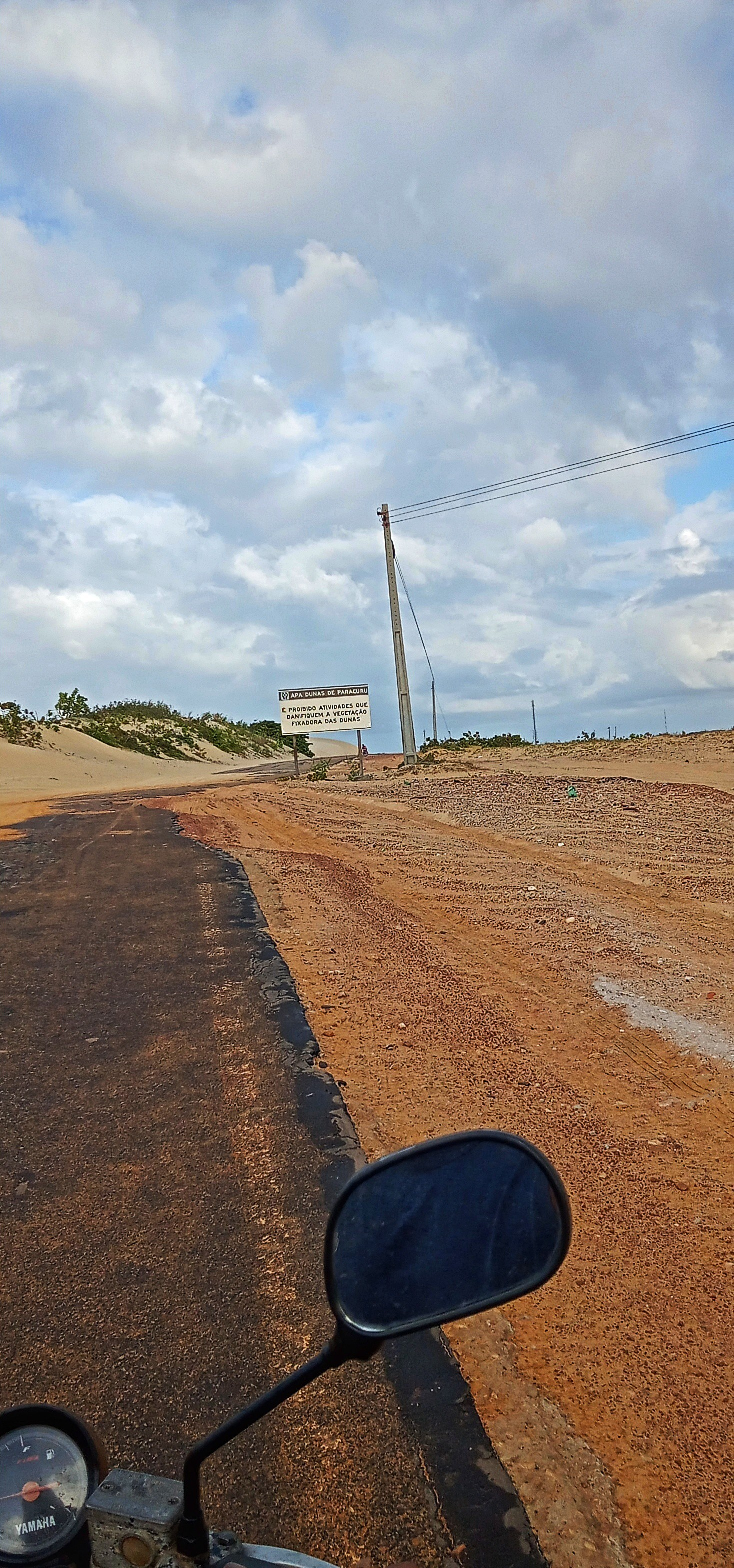

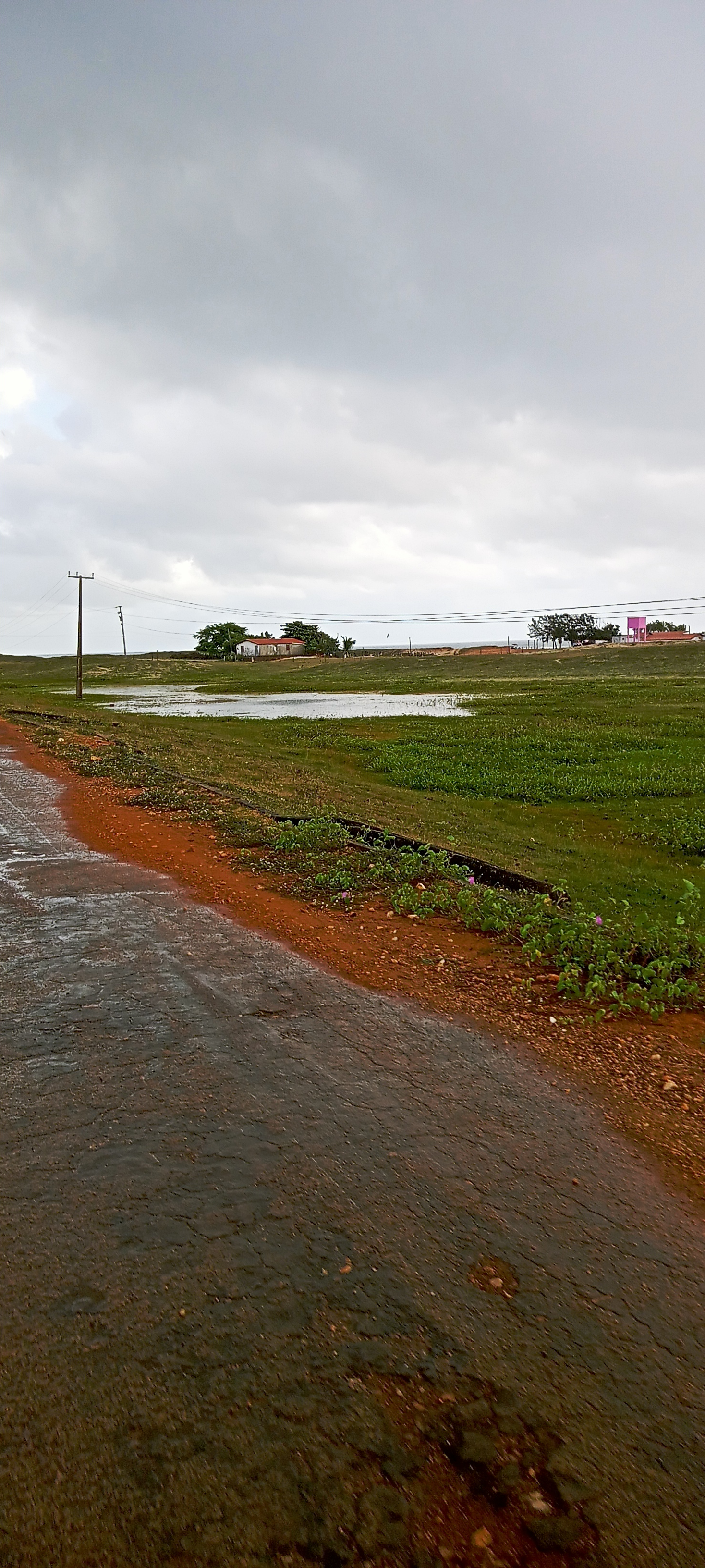
Domicílio e estabelecimentos

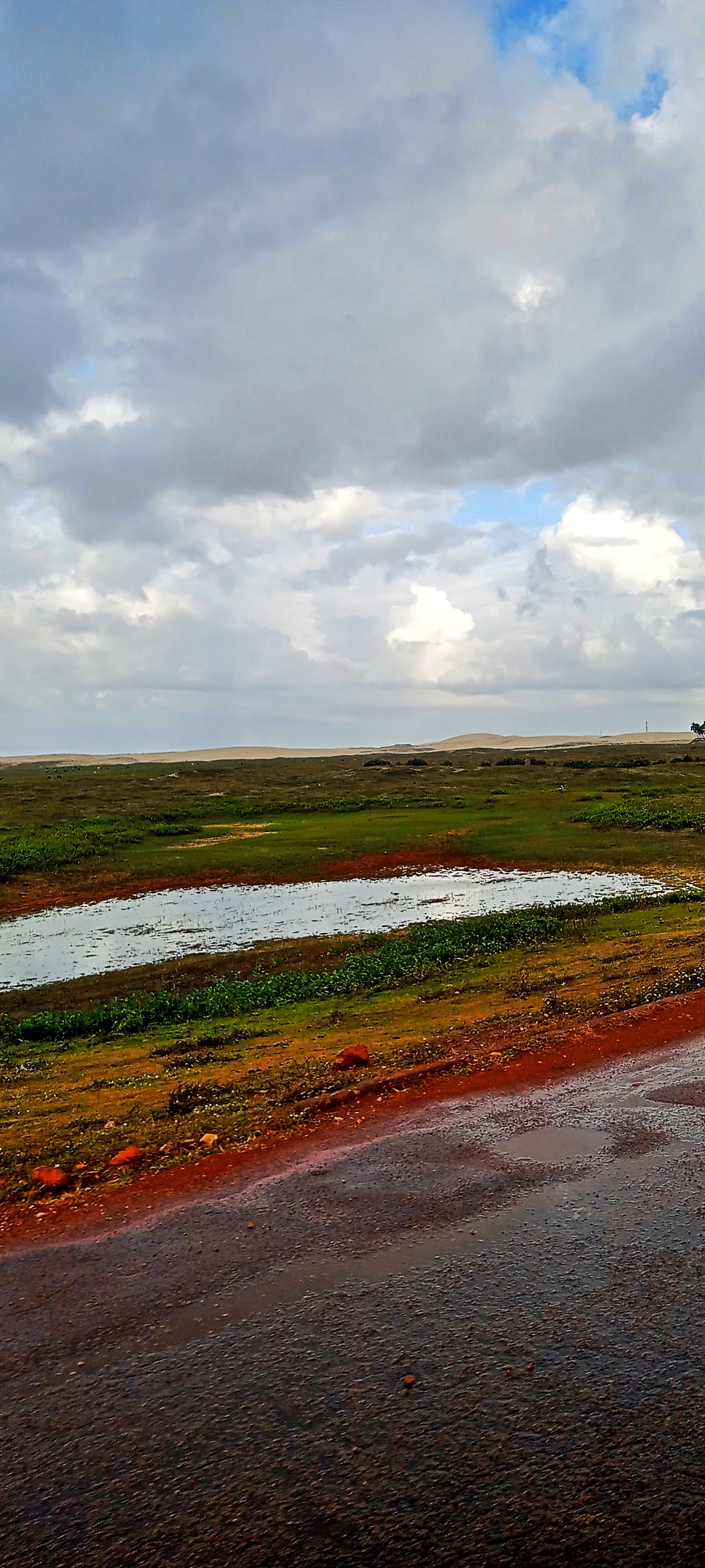

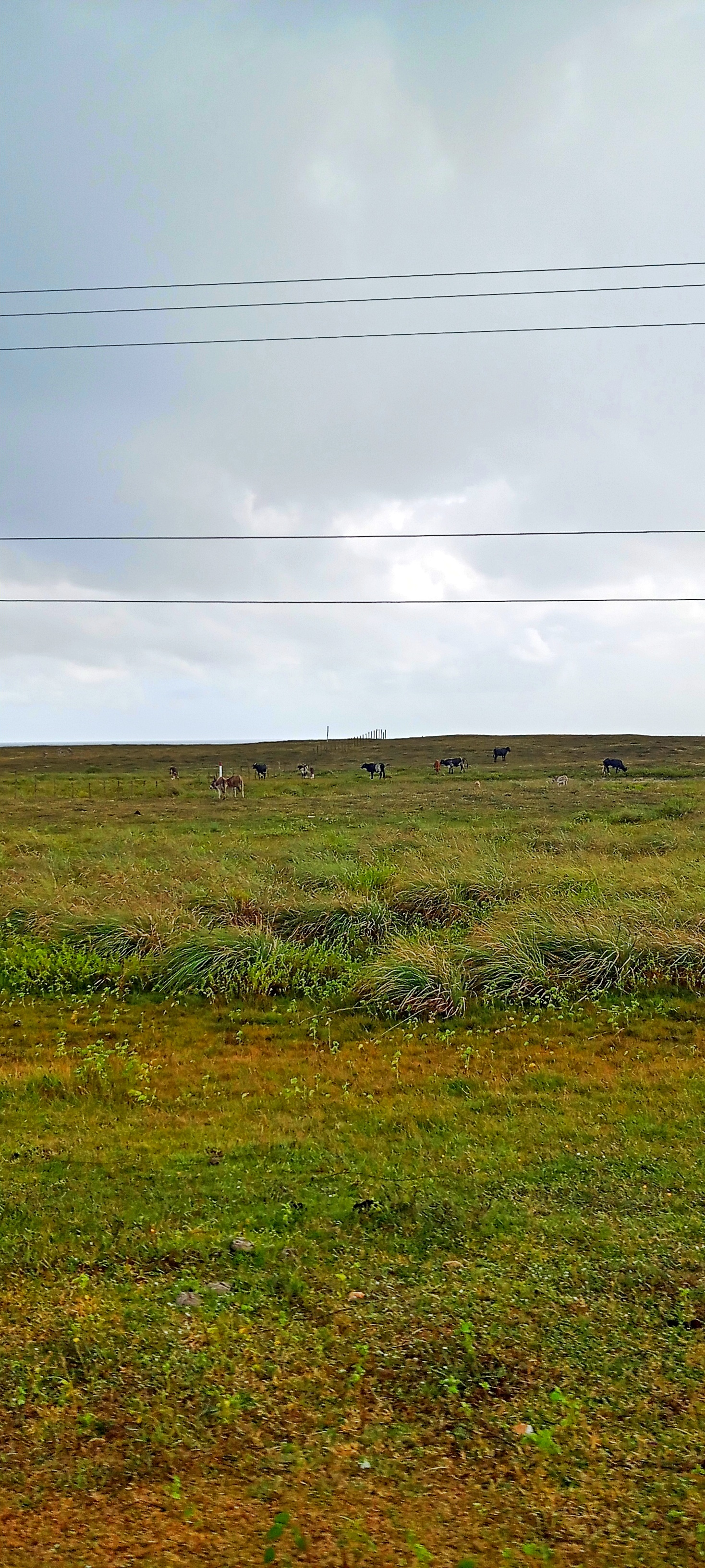
Fauna

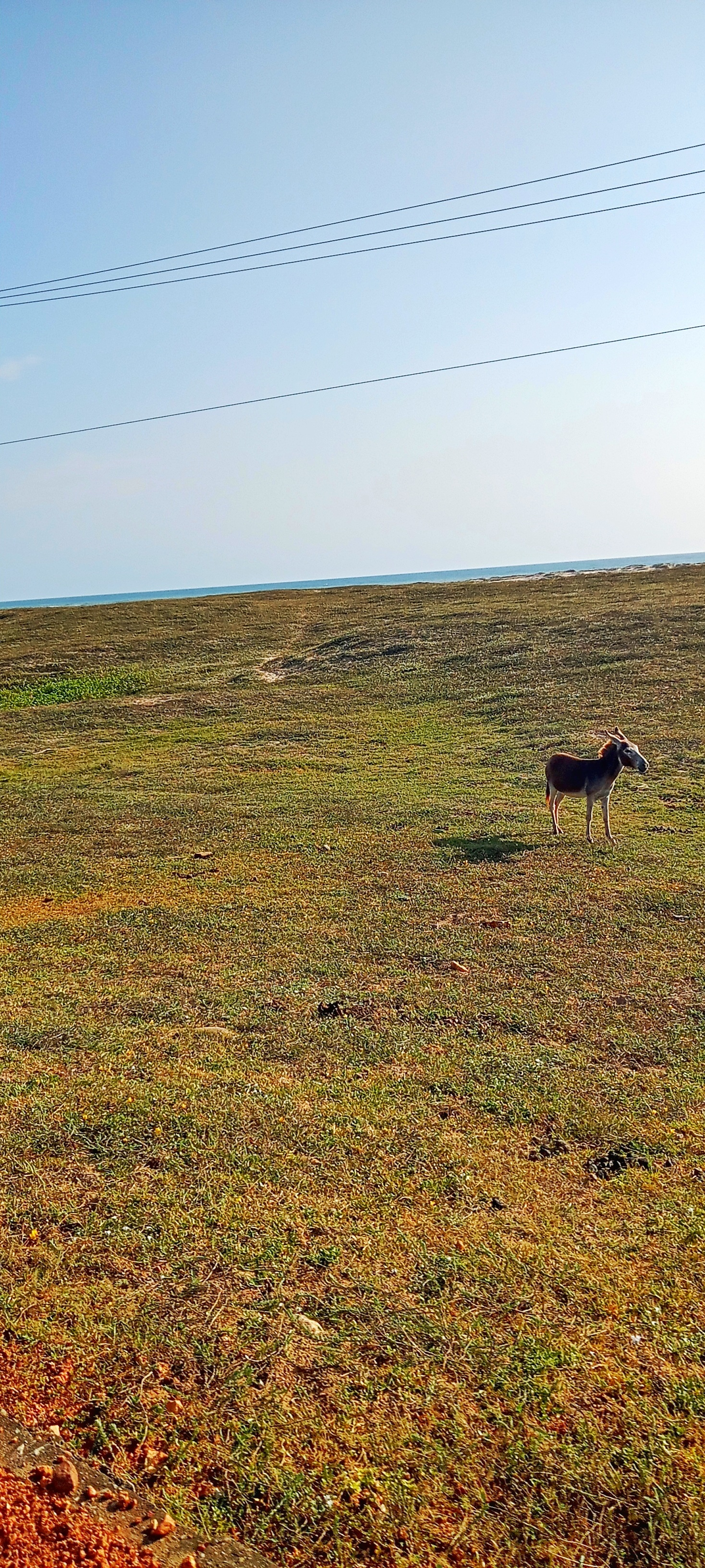

A Área de Proteção Ambiental das Dunas de Paracuru é uma unidade de conservação de uso sustentável localizada no município de Paracuru, estado do Ceará. Localizada a aproximadamente 86 Km de Fortaleza.

## Características gerais

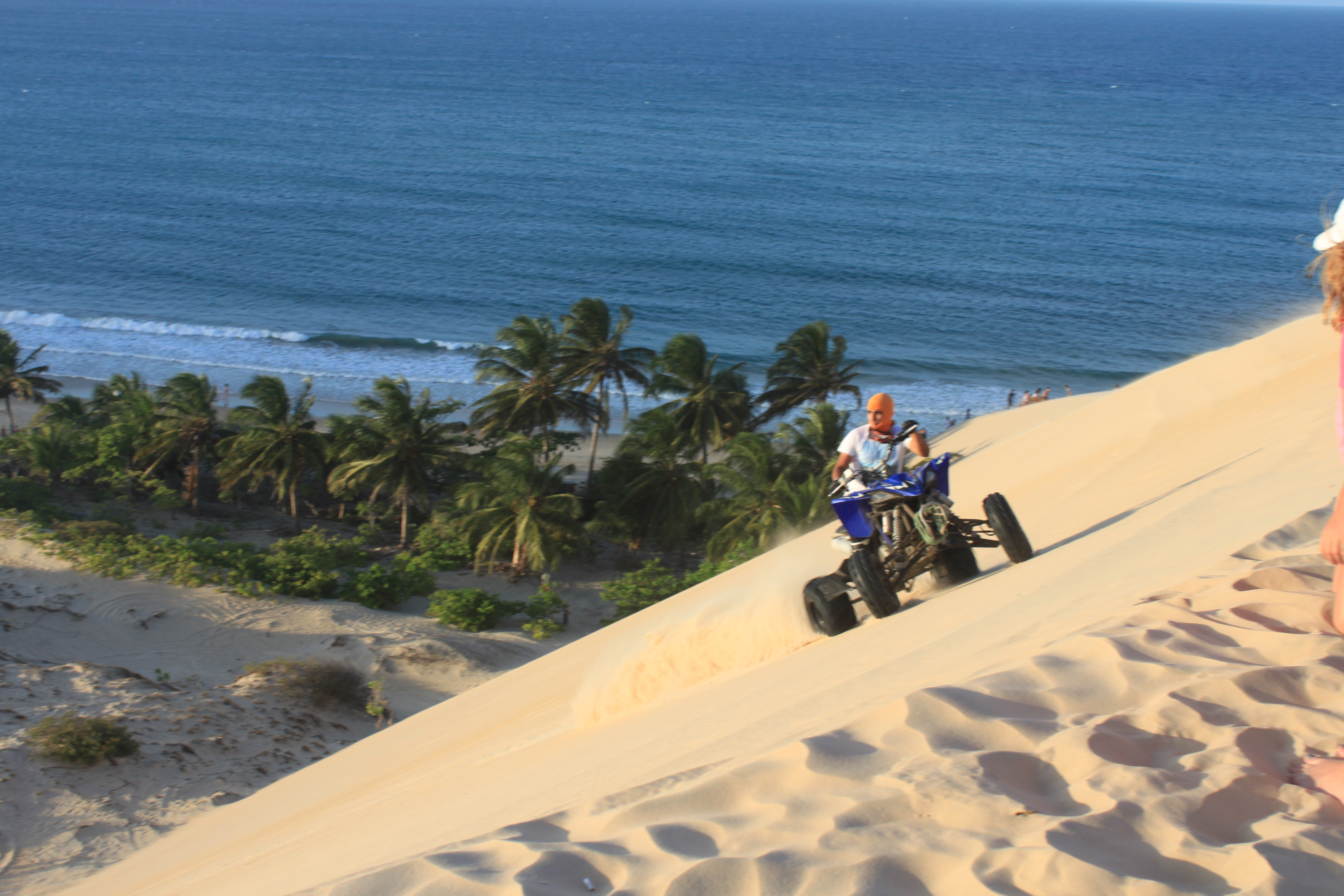
Prática de atividades nas dunas

A unidade de proteção foi criada por meio do Decreto Nº 25.418, de 29 de março de 1999, sendo a maior Unidade de Conservação (UC) do município de Paracuru. Tem uma área de 3.909,60 hectares e apresenta as peculiaridades ambientais das dunas, que compõem um ecossistema de equilíbrio ecológico naturalmente frágil  face às intervenções antropogênicas, mas com um grande valor ecológico e turístico. As principais atividades de interesse turístico praticado na área da APA são trilhas, observação de aves, surfe nas dunas (sandboard), surf, mergulho, pesca amadora, windsurf e kitesurf.

### Ecossistema
A APA integra o ecossistema das planícies litorâneas, sendo formada por duas unidades geomorfológicas maiores: a planície litorânea e o tabuleiro pré-litorâneo. É constituída por uma faixa de praia seguida por terraços marinhos com presença de restinga. As dunas móveis, formadas por sedimentos arenosos provenientes da praia são alinhadas conforme os ventos de quadrante Leste-Sudeste, onde pode-se observar ainda, a presença de dunas longitudinais e transversais. As dunas fixas e as paleodunas, com vegetação própria, encontram-se encravadas ou isoladas entre o mar e os cordões de dunas móveis. Nesta área também encontram-se os eolianitos, que são dunas móveis cimentadas por carbonato de cálcio e com idade aproximada de 1.300 à 1.500 anos.

### Flora

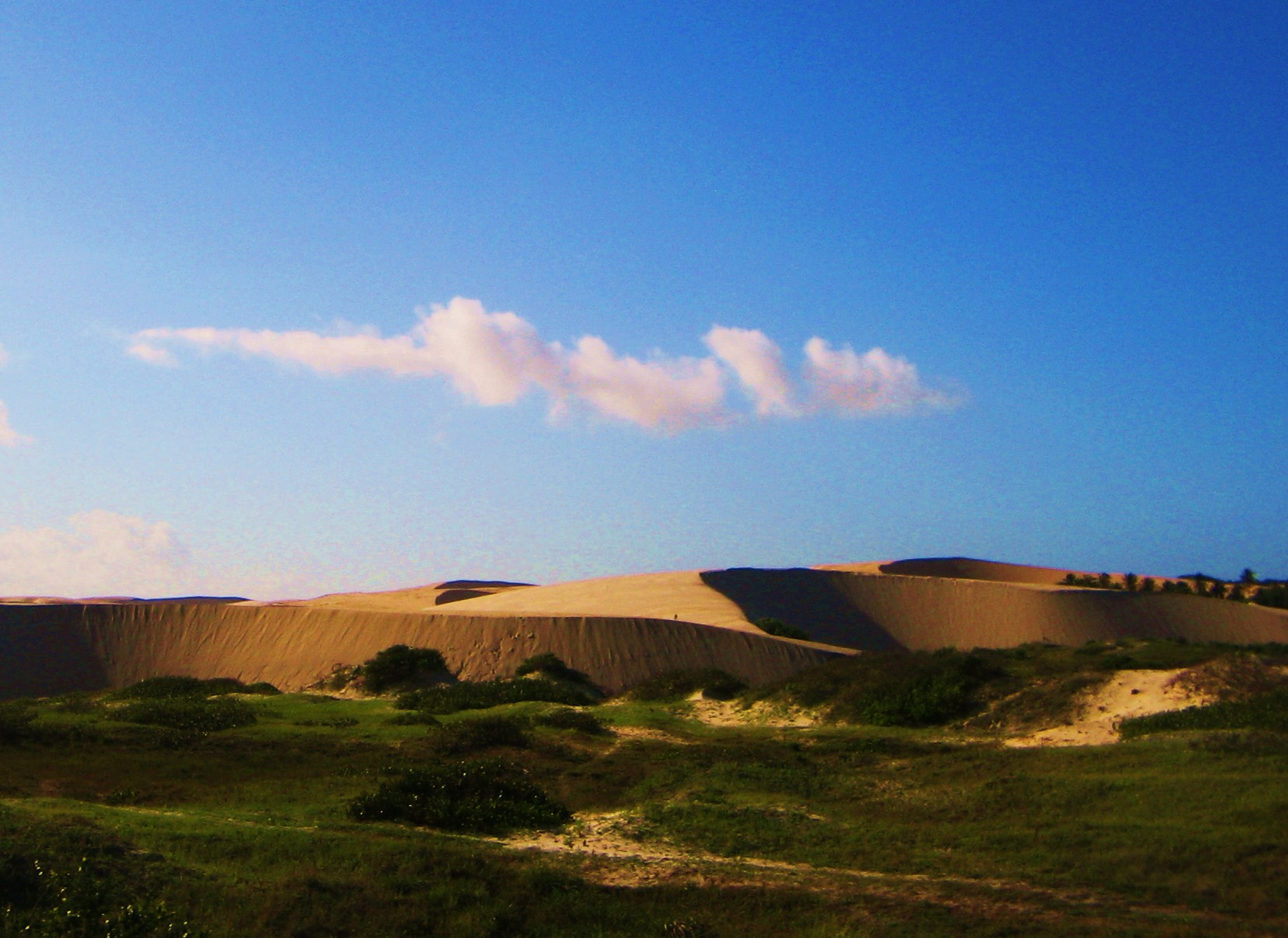
Trecho com dunas e vegetação típica

A vegetação é diversificada, abrangendo desde espécies de gramíneas até componentes arbóreos ou arbustivos, conforme localização na faixa praia, restinga, dunas fixas e semi-fixas.

### Fauna
A composição faunística é considerada bastante diversificada, sendo integrada por alguns mamíferos, répteis, anfíbios e várias aves. Os mamíferos são representados por raposas, guaxinins, soins e cassacos. Os répteis por camaleões, tejus, tejubinas e as cobras coral, corre campo, cipó e verde. Existem ainda, várias espécies de sapos, jias e pererecas. As aves existem em grande quantidade e variedade, podendo ser encontrados os tetéus, garças, carcarás, gaviões-pega-pinto, carões, perdizes, socós, e, em determinadas épocas do ano, várias aves migratórias.